# Robert Bergh
Robert Bergh, född 22 december 1968 i Selånger i Västernorrlands län, är en svensk travkusk och travtränare. Han är verksam vid Bergsåker travbana utanför Sundsvall. Mellan 2015 och 2022 flyttade Bergh sin verksamhet till Åbytravet. Han är far till Nicklas Westerholm., Isabella Bergh och William Bergh.
Bergh har tränat och kört stjärnhästar som Hilda Zonett, Tsar d'Inverne, Remington Crown, Adrian Chip, Kadett C.D., Nahar, Diamanten, Digital Ink, Nimbus C.D., Muscle Hustle, Hail Mary, Power och Fifty Cent Piece. Han tog sin hittills största seger i Elitloppet (2013), tillsammans med Nahar. Han har även vunnit stora lopp som Svenskt Trav-Kriterium (1996, 1999, 2000, 2019), Svenskt Travderby (1997, 2001, 2003, 2020), Prix de France (2003) och Grand Prix l’UET (2011, 2020).
Bergh utsågs till "Årets Komet" vid Hästgalan för säsongen 1992. Därefter har han utsetts till "Årets Tränare" vid Hästgalan två gånger (2013, 2014). Under 2014 vann han för första gången ligan över Sveriges vinstrikaste träningsstall med totalt 30 miljoner kronor inkört under året. Hans stall blev säsongens seger- och vinstrikaste även 2017.

## Segrar i större lopp

### Grupp 1-lopp
| År   | Lopp                          | Häst             | Kusk                 |
| ---- | ----------------------------- | ---------------- | -------------------- |
| 1996 | Svenskt Trav-Kriterium        | Remington Crown  | Robert Bergh         |
| 1997 | Konung Gustaf V:s Pokal       | Remington Crown  | Robert Bergh         |
| 1997 | Svenskt Travderby             | Remington Crown  | Robert Bergh         |
| 1998 | Norrbottens Stora Pris        | Remington Crown  | Robert Bergh         |
| 1999 | Svenskt Trav-Kriterium        | Simb Zipper      | Robert Bergh         |
| 1999 | Breeders' Crown, 3-åriga h/v  | Simb Zipper      | Robert Bergh         |
| 2000 | Svenskt Trav-Kriterium        | Hilda Zonett     | Robert Bergh         |
| 2000 | Breeders' Crown, 3-åriga ston | Hilda Zonett     | Robert Bergh         |
| 2001 | Drottning Silvias Pokal       | Hilda Zonett     | Robert Bergh         |
| 2001 | Svenskt Travderby             | Hilda Zonett     | Robert Bergh         |
| 2003 | Prix de France                | Hilda Zonett     | Robert Bergh         |
| 2003 | Norrbottens Stora Pris        | Hilda Zonett     | Robert Bergh         |
| 2003 | Svenskt Travderby             | Tsar d'Inverne   | Robert Bergh         |
| 2003 | Sto-SM                        | Hilda Zonett     | Robert Bergh         |
| 2006 | Sprintermästaren              | Fantasy Broline  | Robert Bergh         |
| 2007 | Gran Premio Orsi Mangelli     | Adrian Chip      | Robert Bergh         |
| 2007 | Ulf Thoresens Minneslopp      | Adrian Chip      | Robert Bergh         |
| 2010 | Sprintermästaren              | You Bet Hornline | Robert Bergh         |
| 2010 | St. Michel Ajo                | Amour Ami        | Mika Forss           |
| 2011 | Grand Prix l’UET              | Kadett C.D.      | Robert Bergh         |
| 2011 | Breeders' Crown, 4-åriga h/v  | Kadett C.D.      | Robert Bergh         |
| 2013 | Elitloppet                    | Nahar            | Robert Bergh         |
| 2013 | Norrbottens Stora Pris        | Nahar            | Robert Bergh         |
| 2014 | Norrbottens Stora Pris        | Nahar            | Robert Bergh         |
| 2014 | Hugo Åbergs Memorial          | Ed You           | Robert Bergh         |
| 2014 | UET Trotting Masters          | Ed You           | Torbjörn Jansson     |
| 2015 | E3-final (långa), ston        | Timbal           | Robert Bergh         |
| 2017 | Konung Gustaf V:s Pokal       | Diamanten        | Christoffer Eriksson |
| 2017 | Sprintermästaren              | Diamanten        | Christoffer Eriksson |
| 2017 | Grosser Preis von Deutschland | Diamanten        | Kim Eriksson         |
| 2019 | Svenskt Trav-Kriterium        | Power            | Robert Bergh         |
| 2020 | Svenskt Travderby             | Hail Mary        | Robert Bergh         |
| 2020 | Grand Prix l'UET              | Power            | Robert Bergh         |
| 2020 | Breeders' Crown, 4-åriga h/v  | Hail Mary        | Per Lennartsson      |
| 2021 | Drottning Silvias Pokal       | Fifty Cent Piece | Robert Bergh         |